# Daniel Granli
Daniel Fredrik Granli, född 1 maj 1994 i Sandvika, Norge, är en norsk fotbollsspelare som spelar för IF Elfsborg.

## Karriär
Granli började spela fotboll i Lier IL som treåring. Som 12-åring gick han till Bærum SK. 2010 värvades Granli av Stabæk, där han inledde i juniorlaget. Granli debuterade i A-laget den 20 april 2013 i en 2–2-match mot Kongsvinger IL, där han blev inbytt i den 82:a minuten mot Herman Stengel.
Den 28 januari 2019 värvades Granli av AIK, där han skrev på ett fyraårskontrakt. Den 3 september 2020 lånades Granli ut till Superligaen-klubben AaB på ett låneavtal över resten av året. I januari 2021 valde AaB att utnyttja en köpoption i låneavtalet och värvade Granli.
Den 14 augusti 2023 värvades Granli av nederländska ADO Den Haag, där han skrev på ett tvåårskontrakt. I december 2024 kom Granli överens med klubben om att bryta kontraktet i förtid. I februari 2025 återvände han till Sverige och skrev på ett ettårskontrakt med IF Elfsborg.